# Махараджгандж
Махараджгандж (англ. Mahrajganj, хинди महाराजगंज) — город на севере Индии, в штате Уттар-Прадеш, административный центр одноимённого округа.

## География
Город находится в северо-восточной части Уттар-Прадеша, на высоте 88 метров над уровнем моря.
Махараджгандж расположен на расстоянии приблизительно 250 километров к востоку-северо-востоку (ESE) от Лакхнау, административного центра штата и на расстоянии 635 километров к востоку-юго-востоку (ESE) от Нью-Дели, столицы страны.

## Демография
По данным официальной переписи 2001 года численность населения города составляла 26 272 человек, из которых мужчины составляли 52,6 %, женщины — соответственно 47,4 %. Уровень грамотности взрослого населения составлял 56,3 %. Уровень грамотности среди мужчин составлял 66,6 %, среди женщин — 44,8 %. 17,7 % населения составляли дети до 6 лет.